# Lista de árbitros de finais da Copa do Mundo Sub-20 da FIFA
Este artigo traz uma lista com todos os nomes de árbitros de futebol que apitaram as partidas finais das Copas dos Mundo de Sub-20 da FIFA.

## Lista de Árbitros
| Ano  | Árbitro              | Estádio                        | Local                | Partida                                     |
|      |                      |                                |                      |                                             |
| 1977 | Michel Vautrot       | Estádio Olympique El Menzah    | Tunes                | México 2 (8) x 2 (9) União Soviética        |
| 1979 | José Roberto Wright  | Estádio Olímpico de Tóquio     | Tóquio               | Argentina 3 x 1 União Soviética             |
| 1981 | Arnaldo Cezar Coelho | Sydney Cricket Ground          | Sydney               | Alemanha Ocidental 4 x 0 Catar              |
| 1983 | Gérard Biguet        | Estádio Azteca                 | Cidade do México     | Argentina 0 x 1 Brasil                      |
| 1985 | David Syme           | Estádio Lenin                  | Moscou               | Brasil 1 x 0 Espanha                        |
| 1987 | Juan Carlos Loustau  | Estádio Nacional do Chile      | Santiago             | Iugoslávia 1 (5) x 1 (4) Alemanha Ocidental |
| 1989 | Aron Schmidhuber     | Estádio Internacional Rei Fahd | Riyadh               | Portugal 2 x 0 Nigéria                      |
| 1991 | Francisco Lamolina   | Estádio da Luz                 | Lisboa               | Portugal (4) 0 x 0 (2) Brasil               |
| 1993 | Ahmet Çakar          | Sydney Football Stadium        | Sydney               | Gana 1 x 2 Brasil                           |
| 1995 | Dermot Gallagher     | Estádio Internacional Khalifa  | Doha                 | Brasil 0 x 2 Argentina                      |
| 1997 | Saad Mane            | Estádio Shah Alam              | Kuala Lumpur         | Uruguai 1 x 2 Argentina                     |
| 1999 | Ángel Sánchez        | Estádio Nacional de Lagos      | Lagos                | Japão 0 x 4 Espanha                         |
| 2001 | Manuel González      | Estádio José Amalfitani        | Buenos Aires         | Argentina 3 x 0 Gana                        |
| 2003 | Roberto Rosetti      | Estádio Xeique Zayed           | Abu Dhabi            | Espanha 0 x 1 Brasil                        |
| 2005 | Terge Hauge          | Stadion Galgenwaard            | Utrecht              | Argentina 2 x 1 Nigéria                     |
| 2007 | Alberto Undiano      | National Soccer Stadium        | Toronto              | República Tcheca 1 x 2 Argentina            |
| 2009 | Frank De Bleeckere   | Estádio Internacional do Cairo | Cairo                | Gana (4) 0 x 0 (3) Brasil                   |
| 2011 | Mark Geiger          | Estádio El Campín              | Bogotá               | Brasil 3 x 2 Portugal                       |
| 2013 | Roberto García       | Estádio Türk Telekom           | Istambul             | França (4) 0 x 0 (3) Uruguai                |
| 2015 | Fahad Al-Mirdasi     | North Harbour Stadium          | Auckland             | Brasil 1 x 2 Sérvia                         |
| 2017 | Björn Kuipers        | Suwon World Cup Stadium        | Suwon                | Venezuela 0-1 Inglaterra                    |
| 2019 | Ismail Elfath        | Estádio Lodz                   | Lodz                 | Ucrânia 3-1 Coréia do Sul                   |
| 2021 | Competição cancelada | Competição cancelada           | Competição cancelada | Competição cancelada                        |
| 2023 | Glenn Nyberg         | Estádio Ciudad de La Plata     | La Plata             | Uruguai 1-0 Itália                          |
| 2025 |                      | Estádio Nacional de Chile      | Santiago             |                                             |

### Estatísticas

#### Por país
| País                   | # Finais |
| ---------------------- | -------- |
| Argentina              | 3        |
| Brasil                 | 2        |
| França                 | 2        |
| Espanha                | 2        |
| Estados Unidos         | 2        |
| Escócia                | 1        |
| Alemanha Ocidental     | 1        |
| Turquia                | 1        |
| Inglaterra             | 1        |
| Emirados Árabes Unidos | 1        |
| Itália                 | 1        |
| Noruega                | 1        |
| Bélgica                | 1        |
| México                 | 1        |
| Arábia Saudita         | 1        |
| Países Baixos          | 1        |
| Suécia                 | 1        |